# 방콕 FC
방콕 FC 태국어: สโมสรฟุตบอลบางกอก   ) 또는 구 방콕 브라보 축구 클럽 (2010년에 이름이 변경됨)은 태국 방콕의 프로 태국 축구단이다. 이 클럽은 현재 타이 리그 2에 소속 되어 있으며, 태국의 수도인 방콕을 연고지로 두고 있다.

## 선수 명단

### 현역
참고: FIFA 자격 규정에 따라 소속된 국가대표팀 국기를 표시합니다. 선수는 복수의 FIFA 비회원국 국적을 가지고 있을 수 있습니다.
| 번호 | 포지션 | 국적 | 이름          |
| ---- | ------ | ---- | ------------- |
| 8    | MF     |      | 코지마 세이야 |

| 번호 | 포지션 | 국적 | 이름 |
| ---- | ------ | ---- | ---- |

## 역대 감독
| 감독        | 임기 |
| ----------- | ---- |
| 수티 숙솜낏 | 2016 |